# UProxy
uProxy是非營利組織“勇敢新软件”（英語：Brave New Software）在华盛顿大学研发的一款突破政府封锁、审查和监控的自由免费软件。该软件由Google Ideas资助，支持Google Chrome與Firefox。该软件目前已经停止更新，并在其官方网站上声明“uProxy是一个由华盛顿大学领导并由Jigsaw培育的开源项目。尽管我们不再支持该项目，但代码仍然可以在 GitHub 上找到。”
uProxy 的后续产品是 Snowflake 浏览器扩展（软件）。

## 外部連結
- 官方网站
- Google Ideas 上的介绍 （页面存档备份，存于）